# Любинские анналы
Любинские анналы (лат. Annales Lubinenses, пол. Rocznic Lubinski) — фрагмент древней польской исторической компиляции XIII в., сделанной на основе утерянных «Анналов краковского капитула» (возможно, что с общего списка с Каменцкими анналами), протографа Краковских компилятивных анналов, а также некоторых источников связанных с историей познанской церкви. Сохранились в списке начала XIII в. Название получили от любинского монастыря (в н.в. в Нижнесилезском воеводстве в Польше), где они были составлены и до XIX в хранились. Уцелевшая часть анналов охватывает период с 1143 по 1175 гг. Описывают события польской истории, уделяя при этом особое внимание истории Силезии и церквей Вроцлава и Познани. Обрываются на сообщениях связанных с любинским монастырём. Следующие после 1176 г. сообщения представляют собой несвязанный текст. В 5 томе издания «Monumenta Poloniae Historica» В. Кетржинский предпринял попытку реконструкции этой части анналов.

## Издания
1. Annales Lubineneses / ed. W. Arndt, R. Roepell // MGH. SS. 1866. T. XIX, p. 578—580.
2. Annales Lubineneses / ed. W. Arndt, R. Roepell // Scriptores rerum Germanicarum in usum scholarum ex MGH recudi fecit. 1866, p. 3-4.
3. Rocznic Lubinski / wydal A. Bielowski // MPH, T. 2. Lwow, 1872, p. 774—776.
4. Annales Lubinenses / ed. W. Ketrzynski // MPH, T. 5. Lwow, 1888, p. 861—873.

## Переводы на русский язык
- Любинские анналы, по изданию В. Арндта и Р. Рёпеля в переводе А. С. Досаева на сайте Восточная литература
- Любинские анналы, по изданию В. Кетржинского (недоступная ссылка) в переводе А. С. Досаева на сайте Восточная литература